# Contea di Donglan
 Donglan (cinese: 东兰, pinyin: Dōnglán; zhuang： Doenglan) è una contea che fa parte della città-prefettura di Hechi, situata nella parte occidentale della regione autonoma di Guangxi Zhuang, nel sud della Cina. Donglan confina con le contee di Nandan e Tian'e a nord, Jinchengjiang ad est, di Bama e Dahua a sud, e di Fengshan ad ovest. Ha una popolazione di 278.000 di abitanti (2010), dei quali l'85% appartiene al gruppo etnico degli Zhuang. Ha un'estensione di 2.415 km².